# Klaatu (Ultimatum alla Terra)
Kllatu è un personaggio immaginario extraterrestre, creato dallo scrittore Harry Bates per il suo romanzo di fantascienza del 1940 Addio al padrone (Farewell to the Master), e protagonista inoltre della trasposizione cinematografica del romanzo nei due film di fantascienza del 1951 Ultimatum alla Terra, diretto da Robert Wise, e del 2008 nel Ultimatum alla Terra, diretto da Scott Derrickson, nei quali viene rispettivamente interpretato da Michael Rennie e da Keanu Reeves.

## Biografia del personaggio

### Addio al padrone(1940)
Klaatu compare per la prima volta nel racconto breve di Harry Bates, Addio al padrone (Farewell to the Master), pubblicato nel numero di ottobre 1940 della rivista Astounding Science Fiction. Qui Klaatu compare solo brevemente prima di essere ucciso. Dopo essere arrivato in un'astronave ed essersi presentato con il suo robot Gnut, viene ucciso a colpi di arma da fuoco. Il resto della storia segue il protagonista umano, Sutherland, che cerca di aiutare Gnut a ricreare Klaatu da una registrazione audio-

### Ultimatum alla Terra(1951)
Nel film Ultimatum alla Terra (The Day the Earth Stood Still), diretto da Robert Wise nel 1951, Klaatu, interpretato da Michael Rennie, arriva a Washington su di undisco voltante insieme al suo imponente robot Gort. Klaatu presenta un dispositivo al presidente degli Stati Uniti atto a studiare la vita su altri pianeti. Tuttavia, un soldato interpreta male le azioni di Klaatu e gli spara. In risposta, Gort distrugge l'artiglieria circostante per proteggere Klaatu.
Klaatu viene portato in ospedale, dove si riprende rapidamente. Rendendosi conto che altre nazioni potrebbero non essere disposte a incontrarlo. Assume quindi lo pseudonimo di Carpenter, in base al nome trovato sui suoi vestiti e sulla sua valigia. Fa amicizia con Bobby Benson (Billy Gray), un ragazzo che alloggia nella stessa pensione con la madre vedova, Helen Benson (Patricia Neal). Klaatu visita il professor Jacob Barnhardt (Sam Jaffe), un rinomato scienziato. Quando Klaatu/Carpenter viene portato davanti a Barnhardt, il professore accetta di radunare scienziati da tutte le nazioni. Chiede a Klaatu di effettuare una dimostrazione di potenza che intimorisca i rappresentanti delle nazioni terrestri, per evidenziare la potenziale minaccia la Terra rappresenterebbe se ponesse in periocolo la pace nello spazio. Klaatu, così, neutralizza l'energia elettrica in tutto il mondo per 30 minuti, tranne nei luoghi in cui l'assenza di energia elettrica metterebbe a rischio delle umane, come negli ospedali e negli aerei in volo. Questa azione è percepita come un atto di guerra.
Tradito dal corteggiatore della signora Benson, Tom Stevens (Hugh Marlowe), Klaatu viene colpito a morte dall'esercito degli Stati Uniti. Tuttavia, prima di morire, insegna alla signora Benson di impartire il comando "Klaatu barada nikto" a Gort, così da impedirgli di distruggere la Terra. Gort recupera il corpo di Klaatu e lo rianima. Klaatu convoca un raduno di scienziati di tutto il mondo, consegnando loro un ultimatum: la Terra può unirsi ad altri mondi spaziali, dove la pace è mantenuta tramite una potente forza di robot simili a Gort, oppure affrontare la distruzione. Klaatu se ne va dopo la sua dichiarazione.

### Ultimatum alla Terra(2008)
Nel remake del 2008, Ultimatum alla Terra (The Day the Earth Stood Still), Klaatu viene interpretato da Keanu Reeves, mentre Helen Benson da Jennifer Connelly. In questa versione viene rivelato che la biologia di Klaatu è stata alterata per fargli assumere una forma umana utilizzando del DNA ottentuo dagli alieni nel 1928. Inizialmente catturato dai militari, Klaatu riesce a fuggire con l'aiuto di Helen. Incontra un uomo il signor Wu (James Hong), in realtà un altro membro della razza aliena di Klaatu sotto mentite spoglie. I due progettano di distruggere l'umanità per impedire la distruzione del pianeta Terra, preservando al contempo le specie animali in contenitori simili a una sorta di Arca di Noè. Klaatu attiva Gort per distruggere l'umanità.
Nel frattempo Klaatu trascorre del tempo con Helen e il suo figliastro, Jacob (Jaden Smith), e conversa con il professor Barnhardt (John Cleese). Dopo aver osservato l'umanità, Klaatu decide di sacrificare la sua forma fisica per fermare le azioni distruttive di Gort. La sua astronave parte quindi dalla Terra.

## Sviluppo

### Ultimatum alla Terra(2008)
Nell'interpretazione di Reeves, Klaatu mostra un'emozione minima, spiegando di essere un'entità aliena che risiede in un corpo umano. Di conseguenza, gli mancano i gesti e le espressioni naturali degli umani, apparendo più stoico e distaccato. I registi volevano rappresentare Klaatu come un personaggio decisamente diverso, con una prospettiva unica e mirata sul mondo. A differenza del Klaatu originale, che non aveva familiarità con la Terra, il remake introduce la presenza di un altro membro della razza di Klaatu che era sulla Terra da decenni prima degli eventi del film.

## Klaatu barada nikto
Il personaggio di Klaatu è noto nella cultura di massa anche per essere associato al comando che disattiva la modalità distruttiva del suo fedele robot Gort. Nel primo film, tale frase, Klaatu barada nikto, viene pronunciata da Helen Benson (Patricia Neal), su istruzione di Klaatu (Michael Rennie), rivolta a Gort. La frase, in una presunta lingua aliena, viene pronucniata per la prima volta nel film Ultimatum alla Terra (The Day the Earth Stood Still, 1981) e nuovamente nel suo remake del 2008. Nel secondo film la frase è stata inserita su insistenza di Keanu Reeves, che la pronuncia quando Gort reagisce alla sparatoria, sebbene le parole siano molto distorte.
La traduzione della frase non viene fornita in nessuno dei due film, tuttavia sono state formulare numerose speculazioni da parte di componenti della troupe o di critici cinematografici autorevoli. La Robot Hall of Fame descrive la frase come "uno dei comandi più famosi della fantascienza", mentre Frederick S. Clarke di Cinefantastique ne parla come della "frase più famosa mai detta da un alieno".
Dall'uscita del primo film la frase è entrata nell'immaginario collettivo, apparendo in molte altre opere, quali ad esempio: Tron (1982), Il ritorno dello Jedi (1983) L'armata delle tenebre (1992), Toys - Giocattoli (1992) e Sonic 2 (2022).

## Accoglienza
Lo studioso di fantascienza Gary Westfahl, scrive che il pianeta d'origine di Klaatu del film del 1951 doveva essere Marte, citando a riprova l'affermazione di Klaatu secondo cui il suo viaggio copriva 250 000 000 miglia (400 000 000 km), ovvero la distanza approssimativa tra la Terra e Marte quando i due pianeti si trovano in congiunzione astronomica. Westfahl ritiene che la scelta di quella particolare distanza sia altamente indicativa dell'intenzione di collocare su Marte il pianeta di origine di Klaatu, poiché qualcuno che fornisse una distanza a caso, fornirebbe una cifra una cifra più tonda, rendendo improbabile che una cifra abbastanza precisa che corrisponde anche approssimativamente alla distanza massima Terra-Marte sia una coincidenza. A riprova di ciò, Westfahl indica la battuta di Klaatu sull'essere "vicini di casa" e un titolo di giornale che recita "'Uomo da Marte' fugge dall'ospedale militare!". Inoltre, Westfahl scrive che ritrarre i marziani come figure genitoriali "è un cliché onnipresente nella fantascienza", ed "è una tradizione in cui Klaatu si adatta molto bene". In particolare, trova Klaatu è un esempio dell'archetipo dei marziani come modelli genitoriali positivi, con saggezza da condividere e severi avvertimenti sulle follie da distribuire, al contrario di genitori oppressivi o dipendenti. Westfahl conclude quindi che Klaatu è un marziano sia testualmente che intertestualmente.

## Citazioni e omaggi
- Nel fumetto della Marvel The Incredible Hulk vol. 2, n. 136-137, del febbraio-marzo 1971, compare il personaggio di Klaatu, il cui nome è un omaggio al personaggio di Ultimatum alla terra, creato da Roy Thomas, Gerry Conway e Herb Trimpe.[8]
- Il gruppo musicale canadese Klaatu, formatosi nel 1973 a Toronto, per opera di John Woloschuk e Dee Long, trae ispirazione per il proprio nome dall'alieno interpretato da Michael Rennie, protagonista del film di fantascienza Ultimatum alla Terra del 1951.
- Nel film di fantascienza Il ritorno dello Jedi del 1983 è presente il personaggio di Klaatu, un alieno appartenente alla spiecie dei Nikto, che serve Jabba the Hutt.[9]
- Nella terza stagione del 1989 della serie televisiva Tartarughe Ninja alla riscossa è presente un alieno di nome Klaatu. Un altro personaggio con lo stesso nome compare anche nell'episodio della quinta stagione della serie Teenage Mutant Ninja Turtles - Tartarughe Ninja, Quando i mondi si scontrano (prima parte) (2017), questi però appartiene alla specie aliena degli Ultrom, proveniente dalla Dimensione X.